# Aristotele
Aristotele (in greco antico: Ἀριστοτέλης?, Aristotélēs, pronuncia: [aristotélɛːs]; Stagira, 384 a.C. o 383 a.C. – Calcide, 322 a.C.) è stato un filosofo greco antico, ritenuto una delle menti più universali, innovative, prolifiche e influenti di tutti i tempi, sia per la vastità che per la profondità dei suoi campi di conoscenza.
Insieme a Platone, suo maestro, e a Socrate è considerato uno dei padri del pensiero filosofico occidentale, che però soprattutto da Aristotele ha ereditato problemi, termini, concetti e metodi.

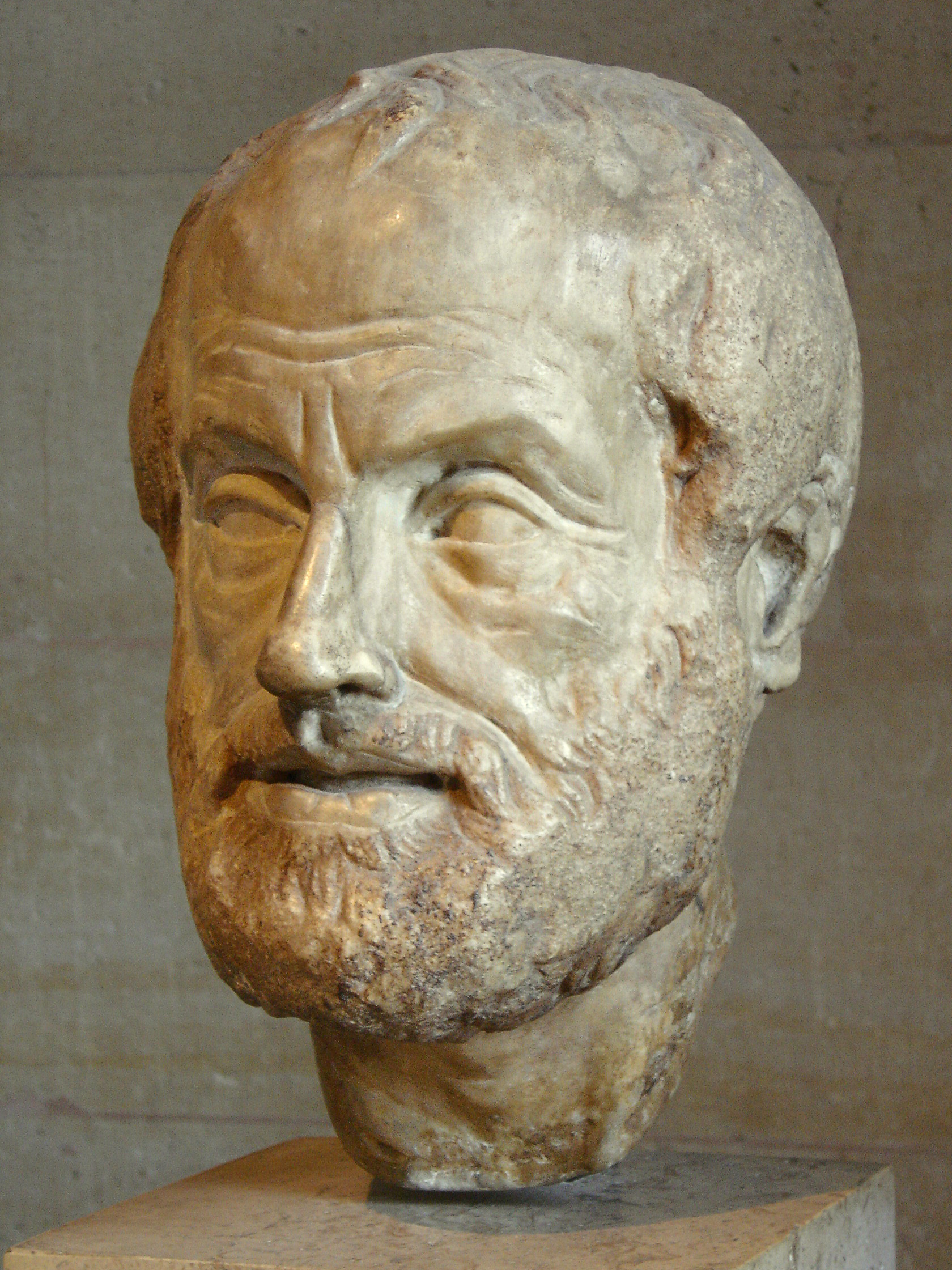
Aristotele, Museo del Louvre

## Biografia
Aristotele, il cui nome deriva dall'unione di ἄριστος (aristos) «migliore» e τέλος (telos) «fine», alla lettera può intendersi con il significato di «il fine migliore», oppure, in senso più ampio, «che giungerà ottimamente alla fine».
Aristotele nacque nel 384 o 383 a.C. a Stagira, l'attuale Stavro, colonia greca situata nella parte nord-orientale della penisola calcidica della Tracia.
Si dice che il padre, Nicomaco, sia vissuto presso Aminta III, re dei Macedoni, prestandogli i servigi di medico e di amico. Aristotele, come figlio del medico reale, doveva pertanto risiedere nella capitale del Regno di Macedonia, Pella (fatto che gli permetterà più avanti di essere invitato dal re Filippo a fare da precettore a suo figlio Alessandro). Fu probabilmente per questa attività di assistenza al lavoro del padre che Aristotele fu avviato alla conoscenza della fisica e della biologia, aiutandolo nelle dissezioni anatomiche.
Secondo gli studiosi la biografia di Aristotele può essere suddivisa in tre parti:
1. il ventennio trascorso all'Accademia;
2. il periodo dei viaggi ad Asso, a Mitilene e in Macedonia;
3. quello successivo alla fondazione del Liceo.[9]

Il primo periodo ebbe inizio quando, rimasto orfano in tenera età, dovette trasferirsi dal tutore Prosseno ad Atarneo, cittadina dell'Asia Minore nella regione della Misia situata nel nord-ovest dell'attuale Turchia, di fronte all'isola di Lesbo. Prosseno, verso il 367 a.C., lo mandò ad Atene per studiare nell'Accademia fondata da Platone circa vent'anni prima, dove rimarrà fino alla morte del suo maestro. Aristotele non fu dunque mai un cittadino di Atene, ma un meteco.

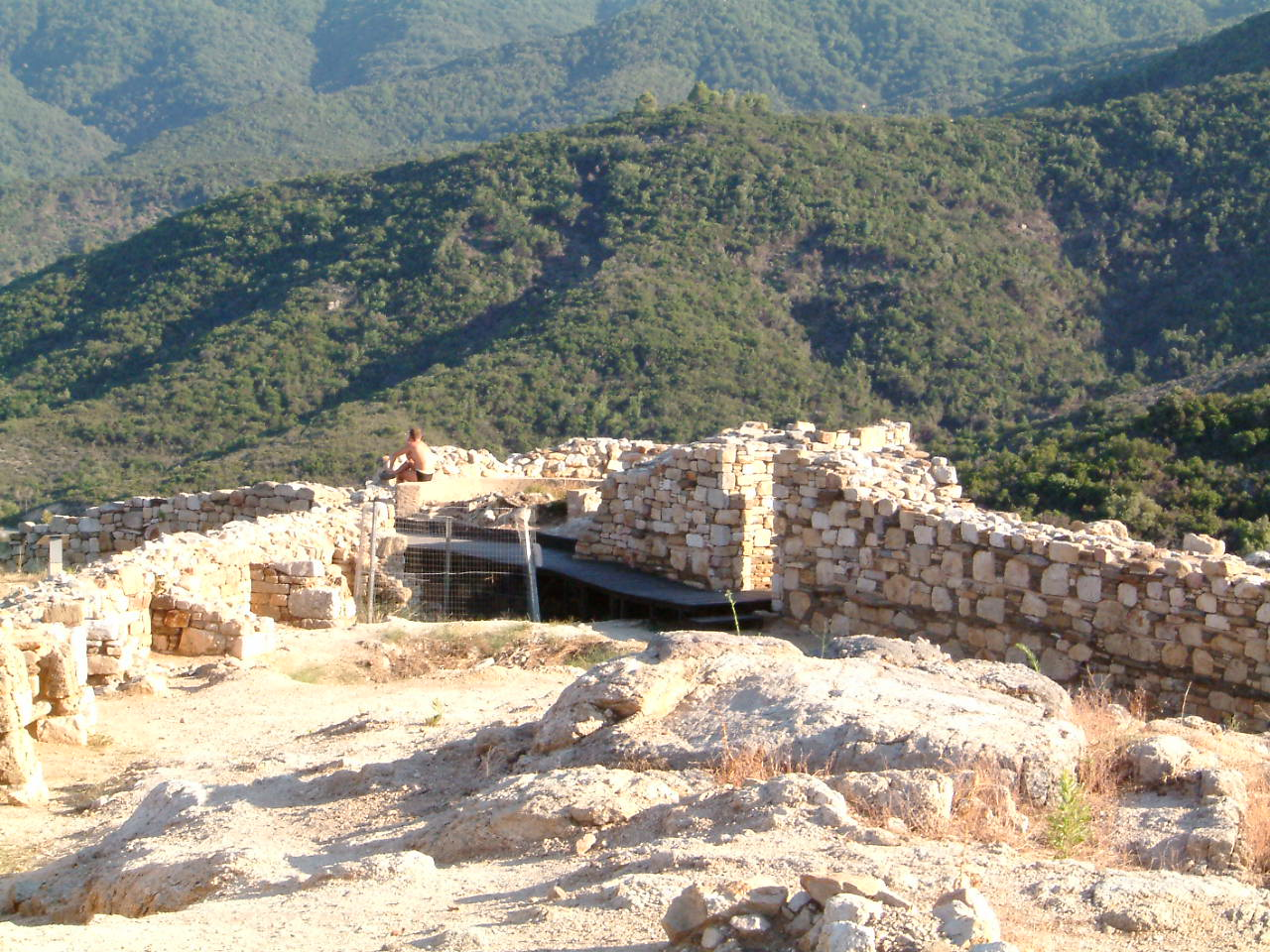
Resti delle mura di Stagira

Quando il diciassettenne Aristotele entra nell'Accademia, Platone è a Siracusa da un anno, su invito di Dione, parente di Dionigi I, e tornerà ad Atene solo nel 364 a.C.; in questi anni, secondo l'impostazione didattica dell'Accademia, Aristotele dovette iniziare con lo studio della matematica, per passare tre anni dopo alla dialettica.
A reggere la scuola è Eudosso di Cnido, uno scienziato che dovette molto influenzare il giovane studente che, molti anni dopo, nell'Etica Nicomachea scriverà che le teorie di Eudosso «trovano credito più per la virtù e per i costumi di Eudosso che per se stesse. Infatti si riteneva che egli fosse straordinariamente temperante; quindi non sembrava che sostenesse queste tesi per amore del piacere, ma perché le cose stanno davvero così.».

### Abbandono dell'Accademia

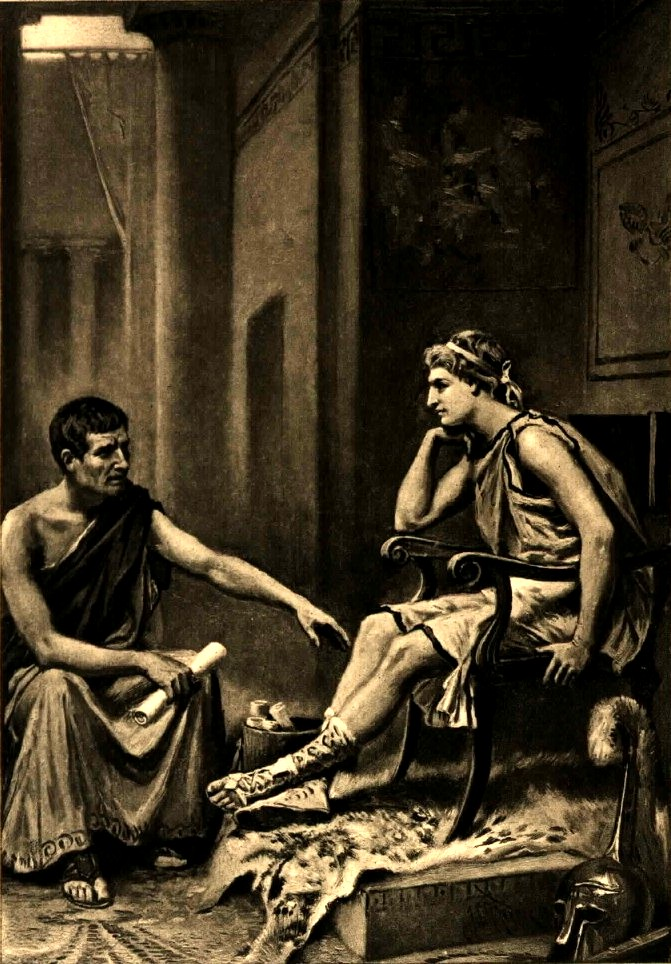
Aristotele precettore di Alessandro Magno

Il secondo periodo ha inizio quando nel 347 a.C. muore Platone e alla direzione dell'Accademia, più per motivi economici che per meriti riconosciuti, viene chiamato Speusippo, nipote del grande filosofo ateniese. Aristotele, che evidentemente doveva ritenersi più degno del prescelto, lascia la scuola insieme a Senocrate, altro pretendente alla guida dell'Accademia, per ritornare ad Atarneo, dove aveva trascorso l'adolescenza, invitato da Ermia, allora tiranno della città. Ermia, che era stato già da lui conosciuto ai tempi dell'Accademia, era poi riuscito con un rovesciamento politico a diventare successore di Eubulo, signore di Atarneo, e ad impossessarsi di Asso. Nella corte di Ermia Aristotele ritrova altri due ex allievi di Platone, Erasto e Corisco. Nello stesso anno tutti e quattro si trasferiscono ad Asso, divenuta intanto la nuova sede della corte, dove fondano una scuola che Aristotele battezza come unica vera scuola platonica; ad essa aderiscono anche il figlio di Coristo, Neleo, e il futuro successore di Aristotele nella scuola di Atene, Teofrasto, suo brillante allievo.
Nel 344 a.C., su invito dello stesso Teofrasto, Aristotele va a Mitilene, sull'isola di Lesbo, dove fonda un'altra scuola, anch'essa battezzata come la sola aderente ai canoni platonici. Vi insegna fino al 342, anno in cui è chiamato a Pella, in Macedonia dal re Filippo II perché faccia da precettore al figlio Alessandro Magno. Aristotele svolgerà questo incarico per circa tre anni, fino a quando Alessandro non sarà chiamato a partecipare alle spedizioni militari del padre. Non sappiamo molto dell'educazione che Aristotele impartisce ad Alessandro ma si suppone che le lezioni si basassero prevalentemente sui fondamenti della cultura greca (a partire da Omero) facendo così di Alessandro un uomo greco per gli ideali trasmessigli, ma anche soprattutto sulla politica, dato il destino che attendeva Alessandro. È inoltre possibile che durante questo incarico Aristotele abbia concepito il progetto di una grande raccolta di Costituzioni.

### La fondazione del Peripato
Il terzo periodo inizia quando nel 340 a.C. Alessandro diviene reggente del regno di Macedonia, cominciando anche ad avvicinarsi alla cultura orientale. Il suo maestro Aristotele, che è intanto rimasto vedovo e convive con la giovane Erpillide da cui ha avuto il figlio Nicomaco, negli ultimi anni della sua vita torna forse a Stagira e, intorno al 335 a.C., si trasferisce ad Atene, dove in un pubblico ginnasio, detto Liceo perché sacro ad Apollo Licio, fonda una sua famosissima e celebrata scuola, chiamata Peripato (dal greco Περίπατος, «la Passeggiata»; da περιπατέω «passeggiare», composto di περι «intorno» e πατέω «camminare») nome che indicava quella parte del giardino con un colonnato coperto dove il maestro e i suoi discepoli camminavano discutendo. Probabilmente non è Aristotele ad acquistare la scuola; egli l'affitta, perché per la città di Atene egli era uno straniero e non aveva diritto di proprietà. La scuola viene inoltre finanziata dallo stesso Alessandro. Aristotele promuove attività di ricerca nella città di Atene soprattutto per quanto riguarda materie scientifiche quali zoologia (di cui si occupa lui stesso), botanica (che affida a Teofrasto), astronomia e matematica (che affida a Eudemo da Rodi) e medicina (affidata a Menone).
Riguardo alla scuola abbiamo notizie vaghe; comunque sappiamo per certo che gli alunni erano chiamati per dieci giorni a dirigere la scuola in prima persona: Aristotele ci teneva a istruire i suoi allievi a questo ruolo. Inoltre i pasti venivano consumati in comune secondo un'usanza dei pitagorici e ogni mese si organizzava un simposio filosofico con giudizio (iudicio) guidato dalla saggezza del maestro. Le lezioni si svolgevano di mattina; di pomeriggio e di sera invece Aristotele teneva, sempre nella scuola, delle conferenze aperte al pubblico; le materie erano appunto di interesse pubblico quindi politica e retorica, ad esempio, ma non materie astratte come la metafisica e la logica.
Nel 323 a.C. muore Alessandro Magno e ad Atene si manifestano i mai sopiti odii antimacedoni; Aristotele, guardato con ostilità per il suo legame con la corte macedone, è accusato di empietà: lascia allora Atene e con la famiglia si rifugia a Calcide in Eubea, la città materna, dove muore l'anno dopo forse per una malattia allo stomaco.

### Testamento

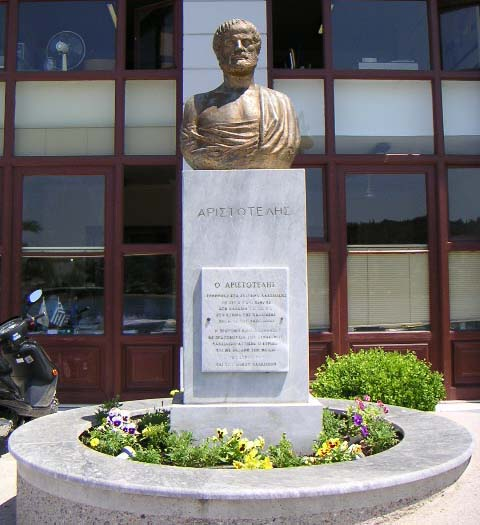
Statua di Aristotele a Calcide

Diogene Laerzio riporta il testamento di Aristotele:
I tutori e Nicanore, ricordandosi di me, si prendano cura anche di Erpillide, sotto ogni aspetto e anche se vorrà risposarsi, in modo che non sia data in sposa indegnamente, visto che è stata premurosa con me. In particolare, le vengano dati, oltre a quello che ha già ottenuto, anche un talento d'argento e tre schiave, quelle che vuole, la schiava che già ha e lo schiavo Pirro. E se vorrà abitare a Calcide, le sia data la casa per gli ospiti vicino al giardino; se invece vorrà stare a Stagira, le sia data la mia casa paterna [...]
Sia libera Ambracide e le si diano, alle nozze di mia figlia, cinquecento dracme e la giovane serva che già possiede [...] Sia liberato Ticone quando mia figlia si dovesse sposare, e così anche Filone, Olimpione e il suo ragazzino. Non vendano nessuno dei giovani schiavi che attualmente mi servono, ma siano impiegati; una volta dell'età giusta, siano liberati, se lo meritano [...]
Ovunque sia costruita la mia tomba, là siano portate e deposte le ossa di Piziade, come lei stessa ordinò; dedichino poi anche da parte di Nicanore, se sarà ancora vivo - come ho pregato a suo favore - statue di pietra alte quattro cubiti a Zeus Salvatore e ad Atena Salvatrice a Stagira.»
(Diogene Laerzio, Vite, V, 11-16.)

## Opere
Gli storici della filosofia hanno dibattuto a lungo sul rapporto dello Stagirita con il suo maestro Platone, di difficile definizione per la difficoltà di stabilire l'ordine di composizione dei suoi scritti.
- Nel 1923 Werner Jaeger pubblica il classico Aristoteles. Grundlegung einer Geschichte seiner Entwicklung[18] dove veniva presentata per la prima volta, in modo radicale, la teoria genetica dell'opera aristotelica. Tale teoria sostiene che in un primo momento Aristotele avrebbe aderito alle tesi platoniche per liberarsene successivamente. Questo spiegherebbe come in qualche testo la dottrina di origine platonica della tripartizione dell'anima riportata nei Topoi[19] sia data per ovvia, mentre in altre opere Aristotele la disconosce.
- Nel 1966, Ingemar Düring pubblica il testo Aristoteles. Darstellung und Interpretation seines Denkens[20] dove procede per una interpretazione del tutto opposta: inizialmente Aristotele avrebbe rigettato l'opera di Platone per poi, invece, avvicinarvisi di più in vecchiaia.

Oggi gli studiosi non concordano con queste ipotesi, le quali seppure opposte possono ambedue risultare verosimili.
Come nota infatti Pierre Pellegrin, delle pubblicazioni di Aristotele non abbiamo alcuna notizia. Non sappiamo in alcun modo la loro originaria edizione, collocazione, datazione, possiamo solo congetturare in modo assolutamente incerto alcune supposizioni. Questi dubbi nascono dalla storia della biblioteca di Aristotele studiata dal filologo belga Paul Moraux.
Horst Blanck nel suo Das Buch in der Antike riassume questa storia che si basa su Strabone (XIII, 1, 54), confermato e integrato da Diogene Laerzio (V, 52) e da Plutarco (Sulla, XXVI, 1,3).

### Le vicende della biblioteca aristotelica
Alla morte di Aristotele, Teofrasto, suo discepolo, diviene scolarca del Liceo ereditandone la biblioteca; nel suo testamento lo scolarca lascerà a un gruppo di allievi (tra cui Stratone di Lampsaco e Neleo di Scepsi) l'edificio accanto al kepos, mentre al solo Neleo lascia la biblioteca di Aristotele a cui, nel frattempo, si sono aggiunti ulteriori volumi oltre agli scritti dello stesso Teofrasto.
Neleo conta di essere nominato successore di Teofrasto ma gli viene preferito Stratone. Abbandona allora il Liceo a si ritira nella sua città natale, a Scepsi (Asia Minore), portandosi dietro l'intera biblioteca con tutte le opere di Aristotele, privando il Liceo di questo fondamentale strumento. A questo punto a tutta la comunità filosofica rimangono solo gli scritti aristotelici sotto forma di dialogo platonico (esoterici), che erano però solo una minima parte dei suoi studi, e una serie di trasposizioni del suo pensiero, non sempre fedeli, che comunque non potevano godere della rigorosità di tutti i passaggi logici dell'originale. Ad essi si aggiungono tutta una serie di falsi attribuiti al filosofo, tra cui i testi che Neleo venderà alla biblioteca di Alessandria come "testi di Aristotele" (come appaiono nel registro della stessa) ma che in realtà, pur appartenuti ad Aristotele, non erano affatto stati scritti da lui (in prevalenza erano le opere di Teofrasto).
La biblioteca in effetti sarà presto, almeno in parte, ripristinata e quindi ereditata da Licone successore di Stratone.
Morto intanto Neleo, gli eredi, che si limitano a non buttare tutti quei testi che a loro poco interessavano, vengono a sapere che i re di Pergamo cercavano libri da "acquisire" per allestire la propria biblioteca e quindi nascondono i testi aristotelici in un fosso, decidendo infine di venderli ad Apellicone di Teo che riportò ad Atene tutte quelle opere in parte ammuffite.
Apellicone morì poco prima della conquista di Atene da parte dei Romani di Lucio Cornelio Silla (138 a.C. – 78 a.C.) il quale decise di inserire nel bottino di guerra proprio la biblioteca di Apellicone che conteneva quella che era stata di Neleo. I vecchi rotoli furono finalmente disponibili ad alcuni fortunati studiosi che crearono una sorta di élite culturale. Fra di essi vi fu anche Tirannione il Vecchio, bibliotecario di Silla e che essendo maestro di Strabone, era ben informato delle vicende dei libri di Aristotele ed inoltre era anche amico di intellettuali interessati ad Aristotele come Cicerone, Attico e Cesare. Tirannione era uno studioso di Aristotele, che però cedette ben presto l'opera di riedizione al peripatetico più noto in circolazione: Andronico di Rodi, curatore dell'edizione ancora oggi utilizzata per i trattati aristotelici. Intanto gli originali erano passati con l'intera biblioteca al figlio di Silla, Fausto Cornelio Silla, che dilapidò l'intero patrimonio, vendendo anche i preziosi testi che scomparvero definitivamente.
Fu dunque Tirannione a procurare al peripatetico Andronico di Rodi le copie che gli occorsero per la compilazione degli elenchi delle opere di Aristotele. Se da una parte, ai tempi di Cicerone, già circolavano dei testi di Aristotele, sotto forma di citazioni o allusioni e indicati come "essoterici", in quanto destinati alla pubblicazione "esterna" al Liceo, in realtà quelli giunti a noi sono quelli di Andronico di Rodi, ovvero l'eredità di Neleo di Scepsi, quindi i testi riservati al Liceo, ma:
Oggi degli scritti di Aristotele si sogliono distinguere le opere giovanili, a cui egli cominciò a lavorare già nel 364 a.C., da quelle della maturità.

### Scritti giovanili (essoterici)
A questo gruppo appartengono, tra le altre, le seguenti opere, di cui restano solo frammenti: Grillo, Sulle idee, Sul Bene, Sui poeti, Eudemo, Protreptico e Sulla filosofia.

### Opere della maturità
Della produzione filosofica aristotelica più matura ci sono giunti solo gli scritti composti per il suo insegnamento nel Peripato, detti libri acroamatici (in greco: "ciò che si ascolta") o esoterici; oltre a questi, come esposto in precedenza, Aristotele aveva scritto e pubblicato, durante la sua precedente permanenza nell'Accademia di Platone, anche dei dialoghi destinati al pubblico, per questo motivo detti essoterici, che sono però pervenuti in frammenti. Questi dialoghi giovanili furono letti e discussi dai commentatori fino al VI secolo d.C.
A seguito della chiusura dell'Accademia ateniese ordinata nel 529 da Giustiniano e alla diaspora di quegli accademici, queste opere si dispersero e furono dimenticate, mentre di Aristotele rimasero solo i trattati esoterici; questi, a loro volta, erano stati dimenticati a lungo dopo la morte del Maestro fino ad essere ritrovati, alla fine del II secolo a.C., da un bibliofilo ateniese, Apellicone di Teo, in una cantina appartenente agli eredi di Neleo, figlio di Corisco, entrambi seguaci di Aristotele nella scuola di Asso. Apellicone li acquistò, portandoli ad Atene, e qui Silla li sequestrò nel saccheggio di Atene dell'84 a.C., portandoli quindi a Roma, dove furono ordinati e pubblicati da Andronico da Rodi.
L'insieme di queste opere può essere ordinato per argomenti omogenei:
- Logica, scritti raccolti successivamente nel titolo complessivo di Organon ("strumento"), comprendenti:

1. Categorie (un libro)
2. Sull'interpretazione (un libro)
3. Analitici primi (due libri)
4. Analitici secondi[29] (due libri)
5. Topici (otto libri)
6. Elenchi sofistici (un libro)

- Metafisica[30] (quattordici libri)
- Fisica (otto libri) con scritti correlati:

1. Sul cielo (quattro libri)
2. Sulla generazione e corruzione (due libri)
3. Meteorologica (quattro libri)
4. Storia degli animali (un libro)
5. Sulle parti degli animali (un libro)
6. Sulla generazione degli animali (un libro)
7. Sulle migrazioni degli animali (un libro)
8. Sul movimento degli animali (un libro)

- Sull'anima (tre libri) con scritti correlati (i cosiddetti Parva naturalia):

1. Sensazione e sensibile (un libro)
2. Memoria e reminiscenza (un libro)
3. Il sonno (un libro)
4. I sogni (un libro)
5. La divinazione mediante i sogni (un libro)
6. Lunghezza e brevità della vita (un libro)
7. Giovinezza e vecchiaia (un libro)
8. La respirazione (un libro)

- Etica, comprendente

1. Etica Nicomachea (dieci libri)
2. Etica Eudemia (otto libri)
3. Grande etica (due libri)

- Politica (otto libri) correlata alla

1. Costituzione degli Ateniesi

- Retorica (tre libri)
- Poetica.

### Apocrifi
Nel corso dei secoli ad Aristotele furono attribuite molte altre opere pseudepigrafe, che la filologia odierna ha riconosciuto come spurie e indicato genericamente come pseudo-aristoteliche.
La Retorica ad Alessandro è un trattato di retorica che ora si ritiene generalmente che sia opera di Anassimene di Lampsaco.
I Problemi raggiunsero la loro forma finale tra il III secolo a.C. e il VI secolo d.C. Il lavoro è diviso per argomento in 38 sezioni e il tutto contiene quasi 900 problemi. Qualche esempio può chiarire la tipologia dell'opera. L'autore si chiede: come mai sedendosi vicino al fuoco si avverte la necessità di orinare? La sua risposta è: perché il fuoco scioglie le cose solide. È chiaro che, se avesse ragione, allontanandosi dal fuoco dovrebbe anche passare la voglia. Un altro dei Problemi è: come mai soffiando sulle mani queste si scaldano, mentre soffiando sulla zuppa questa si raffredda? La risposta è: perché quando si soffia sulla minestra, si tiene la bocca quasi chiusa, dunque il calore dell'aria rimane dentro la bocca e quel poco che esce fuori evapora subito per la violenza del soffio.
Le Audizioni meravigliose appartengono al genere della paradossografia, peraltro non ignota allo stesso Aristotele, ad esempio nella Historia animalium: ad esempio, tra le altre curiosità dell'operetta, si riporta che, sull'isola di Creta, le capre ferite dai cacciatori si cibano di un'erba, chiamata Dittamo, che subito fa uscire la freccia e sana la ferita.
Oltre a questi si ricordano anche l'Economico, Le piante, I colori, Questioni meccaniche e altre ancora.

## La filosofia: scienza delle cause e ricerca delle essenze

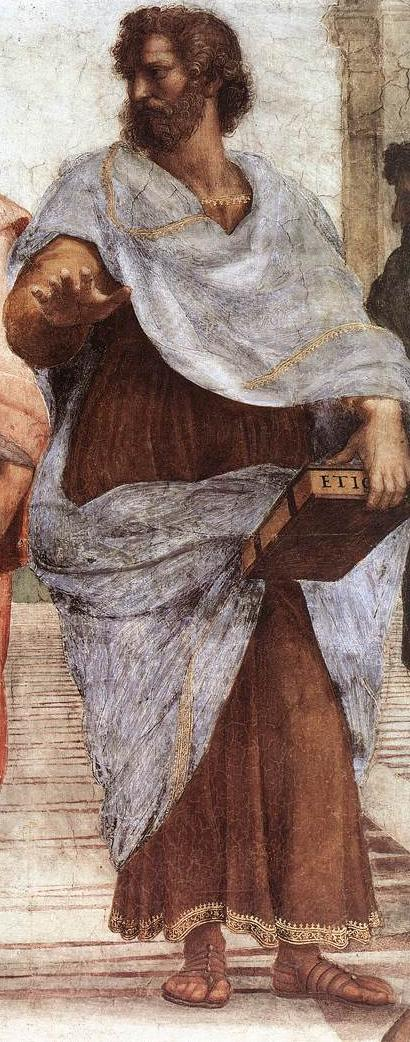
Aristotele con il volto di Bastiano da Sangallo. Dettaglio dalla Scuola di Atene di Raffaello Sanzio (1509)

La filosofia di Aristotele muove dalla stessa esigenza platonica di ricercare un princìpio eterno e immutabile che spieghi il modo in cui avvengono i mutamenti della natura. Come il suo maestro Platone, Aristotele ha ben presente la contrapposizione filosofica venutasi a creare tra Parmenide ed Eraclito; anche lui pertanto si propone di conciliare le loro rispettive posizioni di pensiero: l'Essere statico del primo con l'incessante divenire del secondo. Per cui tutto muta in natura, tutto «scorre», ma non a caso: seguendo sempre certi schemi o regole fisse.
A differenza di Platone, tuttavia, Aristotele ritiene che le forme in grado di guidare la materia non si trovino al di fuori di essa: non ha senso secondo lui sdoppiare gli enti per cercare poi di riconciliarli in qualche modo; ogni realtà invece deve avere in sé stessa, e non in cielo, le leggi del proprio costituirsi.
Il fatto che tutti i fenomeni naturali siano soggetti a costante mutamento significa per Aristotele che nella materia è sempre insita la possibilità di raggiungere una forma precisa. Compito della filosofia è proprio quello di scoprire le cause che determinano il perché un oggetto tenda ad evolversi in un certo modo e non diversamente. Aristotele parla in proposito di quattro cause, che sono le seguenti:
1. causa formale: consiste nelle qualità specifiche dell'oggetto stesso, nella sua essenza;
2. causa materiale: la materia è il sostrato senza cui l'oggetto non esisterebbe;
3. causa efficiente: è l'agente che determina operativamente il mutamento;
4. causa finale: la più importante di tutte, in virtù della quale esiste un'intenzionalità nella natura; è lo scopo per cui una certa realtà esiste.

La scienza delle cause consente di affrontare in maniera più sistematica e razionale il problema dell'Essere e delle sue possibili determinazioni, sorto la prima volta con Parmenide. Quest'ultimo aveva detto dell'Essere soltanto che è, e non può non essere, ma non aveva aggiunto cosa esso sia, lasciandolo senza un predicato. Ne risultava un concetto evanescente, che rischiava di venir confuso col non-essere. Aristotele con la sua ontologia si propone allora di mostrare che l'essere è determinato in una molteplicità di attributi, che lo rendono multilaterale pur nella sua unità.

### Ontologia e metafisica
L'ontologia, in quanto metafisica (secondo la terminologia introdotta da Andronico di Rodi), è la "filosofia prima" aristotelica, che ha come suo primario oggetto di indagine l'essere in quanto tale, e solo in via subordinata l'ente (dal greco ὄντος, genitivo di ὤν, essente). "In quanto tale" significa a prescindere dai suoi aspetti accidentali, e quindi in maniera scientifica. Solo di ciò che permane come sostrato fisso e immutabile, infatti, si può avere una conoscenza sempre valida e universale, a differenza degli enti soggetti a generazione e corruzione, ragion per cui «del particolare non si dà scienza».
Per conoscere gli enti occorrerà dunque fare sempre riferimento all'Essere; Aristotele intende per ente tutto ciò che esiste, nel senso che deve ad altro la propria sussistenza, a differenza dell'Essere che invece è in sé e per sé: mentre l'Essere è uno, gli enti non sono tutti uguali. Per il filosofo essi hanno vari significati: l'ente è un "pollachòs legòmenon" (dal greco πολλαχῶς λεγόμενον), ossia si può «dire in molti modi». Ente sarà ad esempio un uomo, così come il suo colore della pelle.
Introducendo gli enti, Aristotele cerca di risolvere il problema ontologico di conciliare l'essere parmenideo col divenire di Eraclito, facendo dell'ente un sinolo indivisibile di materia e forma: come già accennato, infatti, la materia possiede un suo modo specifico di evolversi, ha in sé una possibilità che essa tende a mettere in atto. Ogni mutamento della natura è quindi un passaggio dalla potenza alla realtà, in virtù di un'entelechia, di una ragione interna che struttura e fa evolvere ogni organismo secondo leggi sue proprie. Cercando di superare il dualismo di Platone in seno all'essere, Aristotele sostiene così l'immanenza dell'universale. La sua soluzione tuttavia risente fortemente dell'impostazione platonica, perché, come già il suo predecessore, anche lui concepisce l'essere in forma gerarchica: per cui da un lato vi è l'Essere eterno e immutabile, identificato con la vera realtà, che basta a sé stesso in quanto perfettamente realizzato; dall'altro vi è l'essere in potenza, proprio degli enti, che per costoro è soltanto la possibilità di attuare se stessi, di realizzare la loro forma in atto, la loro essenza. Anche il non-essere quindi in qualche modo è, almeno come poter-essere. E il divenire consiste propriamente in questo perenne passaggio verso l'essere in atto.
Il genere sommo di cui il filosofo si occupa maggiormente è quello di sostanza, classificata in sostanza prima e sostanza seconda. La prima è relativa ad un singolo essere, un determinato uomo, un certo animale o una pianta, ossia tutto ciò che ha sussistenza autonoma. La sostanza seconda invece è costituita da sostantivi generici che determinano un oggetto in un certo modo, è la risposta a "che cos'è" quell'oggetto, ti estì (dal greco τί ἐστί), specificando meglio la sostanza prima. Nella frase «il Sole è un astro» ad esempio, Sole, nome proprio e specifico di una stella, è sostanza prima, mentre astro, nome generico che ne specifica l'essenza o la natura, è sostanza seconda.
Di fatto, se si prescinde dall'aspetto materiale, la sostanza è sinonimo di essenza (οὐσία, usìa). Ogni realtà può essere detta che "è" in quanto esprime la sostanza. Un altro termine utilizzato per indicarla è sinolo, unione di materia e forma.
Nonostante le molteplici valenze che assumono gli enti, tutti richiamano inevitabilmente in un modo o nell'altro il concetto di sostanza, termine introdotto da Aristotele per indicare ciò che è in sé e per sé, e che per essere non ha bisogno di esistere. La sostanza è uno dei dieci predicamenti dell'essere, ossia di quelle dieci categorie entro cui classificare gli enti sulla base della loro differenza. Esse sono: sostanza, qualità, quantità, dove, quando, relazione, agire, subire, avere, giacere.
Le dieci categorie possono anche essere definite generi massimi, poiché permettono la completa classificazione degli enti. Non vanno confuse con i cinque generi sommi platonici, perché se Platone cercava categorie universali cui partecipassero tutte le idee, Aristotele cerca categorie cui gli enti partecipino in base alla loro diversità: non esiste infatti una categoria a cui tutti gli enti tangibili partecipino, proprio perché il suo scopo non è quello della reductio ad unum o omologazione (far confluire tutti gli oggetti di studio in un unico grande calderone).
A differenza della sostanza, le nove rimanenti categorie si devono invece definire "accidenti" in quanto non hanno vita indipendente, ma esistono solo nel momento in cui ineriscono alla sostanza. Il giallo, per esempio, non è un ente autonomo come un uomo. Perciò nella frase «il Sole è giallo», Sole è sempre sostanza prima, mentre giallo è accidente della sostanza, appartenente alla categoria della qualità.
Lo stesso filosofo afferma quanto sia inutile ogni scienza che si occupi di enti dotati delle medesime caratteristiche: la matematica studia gli enti astratti deducibili solo con l'astrazione (in numeri), la fisica gli elementi naturali della physis (in greco φύσις), l'ontologia, invece, studia gli enti. Ma in base a che cosa gli enti sono accomunati? Non certo il fatto di esistere, perché, come già detto, il filosofo nega a priori l'esistenza di una categoria che collochi in sé tutti gli enti (la categoria dell'essere che, infatti, li accomunerebbe tutti). Il termine ente è comunque una parola ambigua, proprio come "salutare", che potrebbe significare sano o indicare l'azione del cordiale saluto, pur richiamando entrambi lo stesso concetto di salute. Della questione si occuperà la logica, raggruppando gli enti in generi ("contenitori" più universali) e specie ("contenuti" più particolari).

#### Teologia
Per Aristotele soltanto l'essere in atto fa sì che un ente in potenza possa evolversi; l'argomento ontologico diventa così teologico per passare alla dimostrazione della necessità dell'essere in atto.
Il movimento viene analizzato rispetto alle quattro cause. Ogni oggetto è mosso da un altro, questo da un altro ancora, e così via a ritroso, ma alla fine della catena deve esistere un motore immobile, cioè Dio: "motore" perché è la meta finale a cui tutto tende, "immobile" perché causa incausata, essendo già realizzato in sé stesso come «atto puro».
Tutti gli enti risentono della sua forza d'attrazione perché l'essenza, che in costoro è ancora qualcosa di potenziale, in Lui giunge a coincidere con l'esistenza, cioè è tradotta definitivamente in atto: il Suo essere non è più una possibilità, ma una necessità. In Lui tutto è compiuto perfettamente, e non v'è nessuna traccia del divenire, perché questo è appunto solo un passaggio. Non vi è neppure l'imperfezione della materia che continua invece a sussistere negli enti inferiori, i quali sono ancora una mescolanza, un insieme non coincidente di essenza ed esistenza, di potenza ed atto, di materia e forma.
(Aristotele, Metafisica XII (Λ), 1072, b 9-30)
Dio come atto puro è dunque privo di divenire, poiché in lui non avviene, come per ogni cosa materiale, il passaggio dalla potenza all'atto, ma questo non vuol dire che egli non sia attivo rappresentando anzi la più alta attività che possa esserci, il pensiero. Per Aristotele infatti la migliore delle azioni è quella legata all'attività noetica, non essendo soggetta alla corruzione del divenire.«Riguardo al pensiero […] sembra che esso solo possa esser separato, come l'eterno dal corruttibile»
Ma cosa pensa l'atto puro? Il suo oggetto pensato, data la sua perfezione, non può essere che un oggetto perfetto quanto lui, cioè se stesso. Quindi l'atto puro, primo motore immobile, è "pensiero di pensiero":
Come nell'Essere di Parmenide, Dio è pienezza della sostanza e quindi pensiero puro e la sua caratteristica principale è dunque la contemplazione autocosciente, fine a sé stessa, intesa come «pensiero di pensiero».

### Gnoseologia
(Aristotele, Metafisica, I, 1)
Nell'ambito della filosofia della conoscenza, Aristotele sembra rivalutare l'importanza dell'esperienza sensibile, e tuttavia, al pari di Platone, mantiene fermo il presupposto secondo cui l'intelletto umano non si limita a recepire passivamente le impressioni sensoriali, ma svolge un ruolo attivo che gli consente di andare oltre le particolarità transitorie degli oggetti e di coglierne le cause.
Esistono vari gradi del conoscere: secondo Aristotele all'inizio non ci sono idee innate nella nostra mente; questa rimane vuota se non percepiamo qualcosa attraverso i sensi. Ciò tuttavia non vuol dire che l'essere umano non abbia delle capacità innate di ordinare le conoscenze, raggruppandole in diverse classi e riuscendo a penetrare l'essenza propria di ciascuna di esse, con le quali stabilisce una corrispondenza.
Al livello più basso c'è la sensazione, che ha per oggetto entità particolari. La sensazione in potenza può sentire di tutto, ma solo nel momento in cui mette in atto una percezione specifica avviene il «sentire di sentire», che appartiene al cosiddetto senso «comune». La sensazione in atto rende attuale lo stesso oggetto percepito, ad esempio è l'udito a dare vita al suono, facendolo passare all'essere. Al grado successivo interviene la fantasia, facoltà dell'anima, che ha la capacità di rappresentare gli oggetti non più presenti ai sensi, producendo le immagini: queste vengono ricevute dall'intelletto potenziale, per essere poi, in seguito a vari filtri, conservate dalla memoria, da cui nasce la generalizzazione dell'esperienza. Anche l'intelletto potenziale ha bisogno a sua volta di una realtà già in atto per potersi attivare. Ecco dunque che la conoscenza deve culminare infine con un trascendente intelletto attivo, che superando la potenza sappia vedere l'essenza in atto, ossia la forma. Questo passaggio supremo è reso possibile dall'intuizione (nous), la quale presuppone che la mente umana sia capace di pensare se stessa, ovvero sia dotata di consapevolezza e libertà; solo così essa può riuscire ad "astrarre" l'universale dalle realtà empiriche. L'approdo dal particolare all'universale, inizialmente avviato tramite i sensi dall'epagoghè (termine traducibile impropriamente con induzione) non possiede infatti nessun carattere di necessità o di consequenzialità logica, dato che la logica di Aristotele, a differenza di quella moderna, è solo deduttiva. L'induzione per lui funge unicamente da stimolo, o sollecitazione, di un processo definitorio che comporta alla fine un'esperienza di tipo contemplativo:
(Aristotele, Analitici secondi II, 7, 92a-92b)
La conoscenza noetica che ne risulterà consiste quindi nella corrispondenza tra realtà e intelletto: come la sensazione s'identifica con ciò che è sentito, così l'intelletto attivo o agente (indicato col termine nùs poietikòs) coincide con la verità del suo stesso oggetto, implicando una componente divina in grado di farlo passare all'atto, per cui ad esempio un libro è un oggetto in potenza, che diventa un libro in atto solo quando viene pensato.

#### Logica
Distinta dall'intelletto (nous) è la Logica, conoscenza del pensiero discorsivo (diànoia), che Aristotele teorizza nella forma rigorosamente deduttiva del sillogismo: mentre l'intuizione (νούς) fornisce le verità supreme della conoscenza, la logica ne trae soltanto delle conclusioni formalmente corrette, scendendo dall'universale al particolare.
Il termine propriamente utilizzato da Aristotele, infatti, non è logica ma analitica, ("analisi" dal greco ἀνάλυσις - analysis- derivato di ἀναλύω - analyo) che vuol dire appunto "scomporre, risolvere nei suoi elementi", per indicare la risoluzione di un'asserzione nei suoi elementi costitutivi. In tal senso non è propriamente una scienza quanto uno strumento: non rientra né tra le scienze poietiche, né tra quelle pratiche né tra quelle teoretiche. Oggi la filosofia considera la logica come una scienza a sé stante priva di contenuto ontologico, per Aristotele invece è una prima fondamentale facoltà, propedeutica a tutte le altre scienze, che si occupa della struttura dell'oggetto, ossia dell'essere, in virtù della necessaria corrispondenza tra le forme del pensiero (analitica) e quelle della realtà (metafisica): una corrispondenza già data dal nous o intelletto, che la logica si limita a scomporre nelle sue parti.
Alla logica aristotelica fu successivamente attribuito anche il termine di "Organon" (strumento) che le venne assegnato per la prima volta da Andronico di Rodi (I secolo a.C.) e ripreso da Alessandro di Afrodisia (II-III secolo d.C.) che lo riferì agli scritti aristotelici che hanno come tema l'Analitica.

##### Analitici primi e Analitici secondi

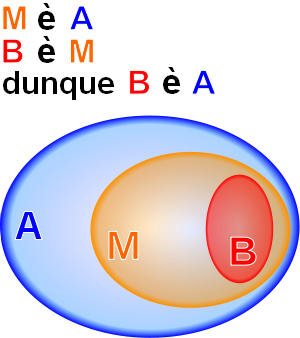
Schema esemplificativo del sillogismo

Negli Analitici primi, prima parte della Logica, Aristotele espone le leggi che la guidano: non dimostrabili ma intuibili con un atto immediato, sono il principio di identità, per il quale A = A, e quello di non-contraddizione, per cui A ≠ non-A.
Il sillogismo è un ragionamento concatenato che, partendo da due premesse di carattere generale, una "maggiore" e una "minore", giunge a una conclusione coerente su un piano particolare. Sia le premesse sia la conclusione sono proposizioni espresse nella forma soggetto-predicato. Un esempio di sillogismo è il seguente:
1. Tutti gli uomini sono mortali;
2. Socrate è uomo;
3. dunque Socrate è mortale.

Attraverso il sillogismo, la logica permette di ordinare in gruppi o categorie tutto ciò che si trova in natura, a condizione però di partire da premesse vere e certe: i sillogismi infatti di per sé non danno nessuna garanzia di verità. Questo perché i princìpi primi, da cui il ragionamento prende le mosse, non possono essere a loro volta dimostrati, dato che proprio da essi deve scaturire la dimostrazione; solo l'intuizione intellettuale, opera dell'intelletto attivo, può dare loro un fondamento oggettivo e universale, tramite quel processo conoscitivo sovra-razionale, che partendo come si è visto dall'epagoghé, culmina nell'astrazione dell'essenza. Da questa poi la logica trarrà soltanto delle conseguenze coerenti da un punto di vista formale, facendo ricorso ai giudizi predicativi che corrispondono alle dieci categorie dell'essere.

#### Dialettica
Mentre la logica o analitica studia la deduzione a partire da premesse vere, la dialettica in Aristotele è semplicemente la tecnica con la quale uscire vittoriosi da una discussione. Questo successo, che non esclude comunque un effettivo raggiungimento della verità, deriva dal prevalere con la propria tesi su quella sostenuta dall'avversario, nel rispetto di premesse su cui ci si è messi d'accordo prima dell'inizio del confronto: difatti la confutazione, l'aver ottenuto ragione e quindi l'aver vinto, si basava proprio sul portare l'interlocutore ad autocontraddirsi, mostrando dunque come la sua tesi, se sviluppata, avrebbe condotto a risultati illogici nei confronti delle premesse iniziali, considerate vere da entrambi. Certo era necessario che le premesse fossero considerate vere dal pubblico che assisteva al confronto, pertanto non di rado si sceglieva di accordarsi su premesse che fossero ritenute vere dai membri più influenti della società, così che essi potessero influenzare anche l'opinione altrui. La tecnica dialettica necessitava di un'ottima conoscenza delle parole e dei modi di unirle in proposizioni e, ancora, in periodi, pertanto il filosofo postula alcune teorie, quali quella della proposizione e quella del sillogismo, che permettono di capire come debba funzionare nei vari casi la parola. Prima di queste teorie, si sofferma sulla spiegazione dell'esistenza di parole univoche ed equivoche, ovvero da uno o più significato: deve essere la loro conoscenza accurata il primo necessario requisito per l'esperto di dialettica.

#### Teoria della proposizione
Una proposizione è un insieme di termini (o parole) i quali danno vita a un'affermazione, un giudizio. Questo può essere vero o falso, in base al riscontro con la realtà, mentre i singoli termini di per sé non possono essere veri o falsi se considerati da soli. Neppure tutte le proposizioni però rientrano nella dimensione del vero o falso: preghiere, invocazioni, ordini, sono destinati all'ambito poetico e di questi Aristotele non si occupa. Egli invece si occupa delle frasi a cui sole può essere riconosciuta la possibilità di essere vere o false, chiamandole categoriche, o dichiarative, o apofantiche.
Le proposizioni categoriche possono avere qualità affermativa o negativa, e quantità universale (quando il soggetto è un genere e vi sono inclusi tutti gli appartenenti), particolare (si fa riferimento solo a una parte degli enti di un genere) o singolari (il soggetto è un individuo singolo), in base alla maggiore o minore generalità del soggetto. Aristotele non si preoccupa delle proposizioni singolari, soffermandosi solo sulle proposizioni affermative e negative, universali e particolari. Combinando questi tipi di proposizioni, risultano esserci quattro tipi di proposizioni-modello per il filosofo:
- universale affermativa,
- universale negativa,
- particolare affermativa,
- particolare negativa.

### Etica
L'etica di cui tratta Aristotele attiene alla sfera del comportamento (dal greco ethos), ossia alla condotta da tenere per poter vivere un'esistenza felice. Coerentemente con la sua impostazione filosofica, l'atteggiamento più corretto è quello che realizza l'essenza di ognuno. Ne consegue l'identificazione di essere e valore: quanto più un ente realizza la propria ragion d'essere, tanto più esso vale. L'uomo in particolare realizza sé stesso praticando tre forme di vita: quella edonistica, incentrata sulla cura del corpo, quella politica, basata sul rapporto sociale con gli altri, e infine la via teoretica, situata al di sopra delle altre, che ha come scopo la conoscenza contemplativa della verità.
Le tre modalità di condotta vanno comunque integrate fra loro, senza privilegiare l'una a discapito dell'altra. L'uomo infatti deve saper sviluppare e assecondare armonicamente tutte e tre le potenzialità dell'anima che contraddistinguono il proprio essere o entelechia, e da Aristotele identificate con:
- l'anima vegetativa, comune anche alle piante e agli animali, che attiene ai processi nutritivi e riproduttivi;
- l'anima sensitiva, comune agli animali, che attiene alle passioni e ai desideri;
- l'anima razionale, che appartiene soltanto all'uomo, e consiste nell'esercizio dell'intelletto.

Sulla base di questa tripartizione, Aristotele individua il piacere e la salute come scopo finale dell'anima vegetativa, risultante dall'equilibrio tra gli eccessi opposti, evitando ad esempio di mangiare troppo, o troppo poco. All'anima sensitiva egli assegna invece le cosiddette virtù etiche, che sono abitudini di comportamento acquisite allenando la ragione a dominare sugli impulsi, attraverso la ricerca del «giusto mezzo» fra estreme passioni: ad esempio il coraggio è l'atteggiamento mediano da preferire tra la viltà e la temerarietà. Essendo l'uomo un «animale sociale», l'equilibrio è ciò che deve guidare i suoi rapporti con gli altri; questi devono essere improntati al giusto riconoscimento degli onori e del prestigio derivanti dall'esercizio delle cariche pubbliche. Le diverse virtù etiche sono quindi tutte riassunte dalla virtù della giustizia.
| Virtù etiche                                                                                 | Virtù dianoetiche                                                                              |
| -------------------------------------------------------------------------------------------- | ---------------------------------------------------------------------------------------------- |
| - Giustizia - Coraggio - Temperanza - Liberalità - Magnificenza - Magnanimità - Mansuetudine | - Virtù calcolative - Arte - Prudenza - Virtù scientifiche - Sapienza - Scienza - Intelligenza |

All'anima razionale infine Aristotele assegna le cosiddette virtù dianoetiche, suddivise in calcolative e scientifiche. Le facoltà calcolative hanno una finalità pratica, sono strumenti in vista di qualcos'altro: l'arte (tèchne) ha un fine produttivo, la saggezza o prudenza (phrònesis) serve a dirigere le virtù etiche, oltre a guidare l'azione politica. Se queste virtù vanno perseguite in vista di un bene più alto, alla fine tuttavia deve pur sussistere un bene da perseguire per sé stesso. Le facoltà scientifiche, mirando alla conoscenza disinteressata della verità, non si prefiggono appunto nessun altro obiettivo al di fuori della sapienza in sé (sophìa). A questa virtù suprema concorrono le due facoltà conoscitive della gnoseologia: la scienza (epistème), che è la capacità della logica di compiere dimostrazioni; e l'intelligenza (nùs), che fornisce i princìpi primi da cui scaturiscono quelle dimostrazioni. Aristotele introduce così una concezione della sapienza intesa come "stile di vita" slegato da ogni finalità pratica, e che pur rappresentando l'inclinazione naturale di tutti gli uomini solo i filosofi realizzano a pieno, mettendo in atto un sapere che non serve a nulla, ma proprio per questo non dovrà piegarsi a nessuna servitù: un sapere assolutamente libero. La contemplazione della verità è quindi un'attività fine a sé stessa, nella quale consiste propriamente la felicità (eudaimonìa), ed è quella che distingue l'uomo dagli altri animali rendendolo più simile a Dio, già definito da Aristotele come «pensiero di pensiero», pura riflessione autosufficiente che nulla deve ricercare al di fuori di sé. 
(Aristotele, Etica Nicomachea, X.7, 1177 b30-31)

#### Politica
L'etica di Aristotele, che pone l'accento sul «giusto mezzo» come via maestra per diventare persone felici e armoniche, segue da vicino i dettami della scienza medica greca, basata similmente sull'equilibrio e la moderazione. Allo stesso modo, le tre possibili forme politiche dello Stato (monarchia, aristocrazia, e politeia) devono guardarsi dall'estremismo delle loro rispettive degenerazioni: tirannide, oligarchia e democrazia (o oclocrazia). La politeia è realisticamente la migliore fra le tre costituzioni perché, facendo leva sul ceto medio benestante, è più incline alla misura e alla stabilità: essa prende il meglio della democrazia e dell'oligarchia, pervenendo ad una loro commistione. Nella politeia infatti le cariche pubbliche sono elettive, come nell'oligarchia, ma indipendenti dal censo, come nella democrazia. Quest'ultima invece è un governo dei poveri che, in quanto tali, possono portare a scompaginare lo Stato per cercare di sottrarre ai ricchi i loro beni. Dal momento che la massa dei cittadini è solitamente costituita dai meno abbienti, la democrazia si identifica con l'oclocrazia.

#### Il concetto diphilia
Nell'ottavo e nel nono libro dell'Etica Nicomachea Aristotele tratta anche del concetto d'amicizia (in greco φιλία, philìa). Il filosofo comincia facendo l'analisi dei diversi fondamenti dell'amicizia: l'utile, il piacere e il bene; da questi derivano le tre tipologie d'amicizia: quella di utilità, di piacere, e di virtù. L'amicizia di utilità è tipica dei vecchi, quella di piacere degli uomini maturi e dei giovani; gli amici in queste due tipologie non si amano di per se stessi ma solamente per i vantaggi che traggono dal loro legame: per tale motivo questi tipi di amicizia, basandosi sui bisogni e desideri umani, che sono volubili, si creano e si dissolvono con facilità.
L'unica vera amicizia è quella di virtù, stabile perché si fonda sul bene, caratteristica degli uomini buoni. L'amicizia di virtù presuppone due condizioni fondamentali: l'uguaglianza fra gli amici (a livello di intelligenza, ricchezza, educazione ecc.) e la consuetudine di vita. L'amicizia si distingue dalla benevolenza, che può non essere corrisposta, e dall'amore, perché nell'amore entrano in gioco fattori istintuali. Aristotele tuttavia non esclude che un rapporto d'amore possa trasformarsi poi in una vera e propria amicizia.
La philia aristotelica esprime quindi il legame tra amicizia e reciprocità, fondato sul riconoscimento dei meriti e sul reciproco desiderio del bene per l'altro.

#### Arte
L'arte, per Aristotele, è mimesi o imitazione, e non è negativa, come in Platone, ma significa essere creativi come lo è la natura. L'arte è un'attività che, lungi dal riprodurre passivamente la parvenza della realtà, quasi la ricrea secondo una nuova dimensione: è la dimensione del possibile e del verosimile. Sotto questo punto di vista, l'arte è una forma di conoscenza non logica ma simbolica. Rappresenta l'analogo della scienza: lo storico scrive fatti realmente accaduti, il poeta fatti che possono accadere.

### Cosmologia

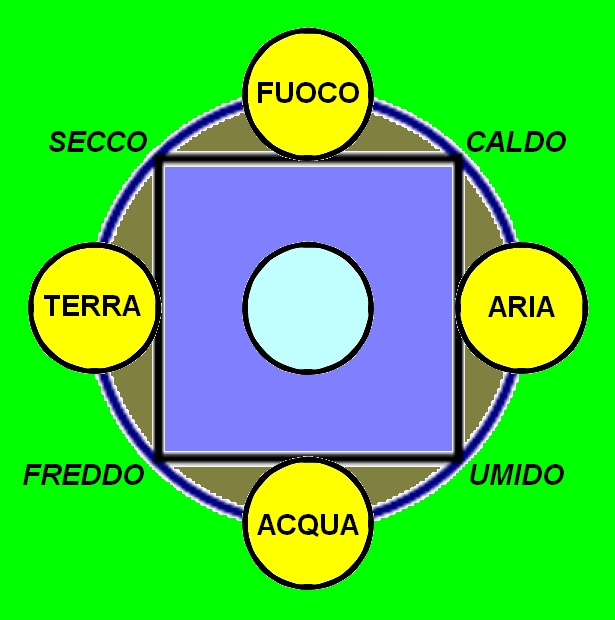
I quattro elementi e le loro relazioni

Aristotele tratta nelle sue opere (in particolare nella Fisica e nel De coelo) della conformazione dell'universo. Aristotele propone un modello geocentrico, che pone cioè la Terra al centro dell'universo.
Secondo Aristotele, la Terra è formata da quattro elementi: la terra, l'aria, il fuoco e l'acqua. Le varie composizioni degli elementi costituiscono tutto ciò che si trova nel mondo sublunare, cioè sotto l'orbita della Luna. Ogni elemento possiede due delle quattro qualità (o «attributi») della materia:
- il secco (terra e fuoco),
- l'umido (aria ed acqua),
- il freddo (acqua e terra),
- il caldo (fuoco e aria).

Ogni elemento ha la tendenza a rimanere o a tornare nel proprio luogo naturale, che per la terra e l'acqua è il basso, mentre per l'aria e il fuoco è l'alto. La Terra come pianeta, quindi, non può che stare al centro dell'universo, poiché è formata dai due elementi tendenti al basso, e il "basso assoluto" è proprio il centro dell'universo.
Riguardo a ciò che si trova oltre la Terra, Aristotele lo riteneva composto di un quinto elemento (o essenza): l'etere. Questo, che non esiste sulla Terra, sarebbe privo di massa, invisibile e, soprattutto, eterno ed inalterabile: queste due ultime caratteristiche sanciscono un confine tra i luoghi sub-lunari del mutamento (la Terra) e i luoghi immutabili (il cosmo).
Aristotele riteneva che i corpi celesti si muovessero su sfere concentriche (in numero di cinquantacinque, ventidue in più delle 33 di Callippo). Oltre la Terra per lui vi erano, in ordine, la Luna, Mercurio, Venere, il Sole, Marte, Giove, Saturno, e, infine, il cielo delle stelle fisse, così chiamate perché sembravano come incastonate sulla volta celeste e perciò immobili nelle loro posizioni.
La sfera delle stelle fisse è chiamata da Aristotele primo mobile perché metteva tutte le altre sfere in movimento. Poiché ogni effetto risale a una causa, il moto delle stelle fisse deve dipendere da una causa prima, una causa che deve essere incausata affinché non si risalga all'infinito nella ricerca della prima causa. Nella catena dei movimenti vi è dunque il primo motore immobile, causa di movimento ma di per sé immobile, poiché essendo atto puro, in quanto immateriale, in lui non vi è divenire e movimento: egli rimane eternamente identico a sé stesso, immobile e distante dalle cose terrene ma tuttavia egli è anche "motore" in quanto la sua presenza mette in moto tutto ciò che è imperfetto che guarda, aspira e tende a Lui come una somma perfezione identificabile con la divinità suprema (mentre le altre divinità risiedevano all'interno del cosmo presidiando al movimento delle singole sfere). Il primo mobile si muove quindi per un desiderio di natura intellettiva, cioè tende a Dio come propria causa finale. Cercando dunque di imitare la sua perfetta immobilità, esso è contraddistinto dal moto più regolare e uniforme che ci sia: quello circolare.
Aristotele era convinto dell'unicità e della finitezza dell'universo: l'unicità perché se esistesse un altro universo sarebbe composto sostanzialmente dei medesimi elementi del nostro, i quali tenderebbero, per i luoghi naturali, ad avvicinarsi al nostro fino a ricongiungersi completamente con esso, ciò che prova l'unicità del nostro universo; la finitezza perché in uno spazio infinito non potrebbe esistere alcun centro, ciò che contravverrebbe alla teoria dei luoghi naturali.

### Biologia
Aristotele ha fondato la biologia come scienza empirica, compiendo un importante salto di qualità (almeno stando alle fonti che ci sono rimaste) nell'accuratezza e nella completezza descrittiva delle forme viventi, e soprattutto introducendo importanti schemi concettuali che si sono conservati nei secoli successivi.
L'Historia animalium contiene la descrizione di 581 specie diverse, osservate per lo più durante la permanenza in Asia Minore e a Lesbo. Questi dati biologici vengono organizzati e classificati nel De partibus animalium, nel quale vengono introdotti concetti fondamentali come quello di viviparità e oviparità, e sono impiegati criteri di classificazione delle specie in base all'habitat o a precise caratteristiche anatomiche, che sono in gran parte rimasti inalterati fino a Linneo. Un altrettanto importante conquista intellettuale è lo studio sistematico di quella che oggi chiamiamo anatomia comparata, che permette ad esempio ad Aristotele di classificare Delfini e Balene tra i mammiferi (essendo essi dotati di polmoni e non di branchie come i pesci).
Il De generatione animalium si occupa del modo in cui gli animali si riproducono. In quest'opera la generazione viene interpretata come trasmissione della forma (di cui è portatore il seme maschile) alla materia (rappresentata dal sangue mestruale femminile). Secondo Aristotele le specie sono eterne ed immutabili, e la riproduzione non determina mai cambiamenti nella sostanza, ma solo negli accidenti dei nuovi individui. Molto interessante è lo studio che Aristotele compie sugli embrioni, grazie al quale egli comprende che essi non si sviluppano attraverso la crescita di organi già tutti presenti fin dal concepimento, ma con la progressiva aggiunta di nuove strutture vitali.
Alcuni limiti della biologia aristotelica (come la generale sottovalutazione del ruolo del cervello, che Aristotele credeva destinato a raffreddare il sangue) furono superati con la scoperta, avvenuta in epoca ellenistica, del sistema nervoso. In molti altri casi un superamento della biologia aristotelica si è avuto solo nel Settecento. Alcune delle sue osservazioni in ambito zoologico tuttavia sono state confermate solo nel XIX secolo.

### Sulle donne
Nella Politica Aristotele scrive:
Nella Historia animalium Aristotele scrive che la riproduzione è comune ad entrambi i sessi: «...il maschio è portatore del principio del mutamento e della generazione...la femmina di quello della materia.» Poiché «[…] la prima causa motrice cui appartengono l’essenza e la forma è migliore e più divina per natura della materia, il principio del mutamento, cui appartiene il maschio, è migliore e più divino della materia, a cui appartiene la femmina.»
L'analisi aristotelica della procreazione descrive dunque un elemento maschile attivo e "animante" che porta la vita ad un inerte e passivo elemento femminile. Sulla base di ciò, e in forza della visione del filosofo relativa alle abilità della donna, al suo temperamento e al suo ruolo nella società, Aristotele è stato giudicato in alcuni ambienti universitari statunitensi vicini all'ideologia femminista un misogino.
Lo Stagirita è inoltre considerato da alcune ideologie femministe moderne un ideologo storico del patriarcato, del sessismo e dell'ineguaglianza.
I rilievi dell'ideologia femminista, tuttavia, paiono non considerare che Aristotele non faceva che rispecchiare in toto l'immagine della donna nella cultura greca, consegnata alla vita domestica ed esclusa dallo spazio pubblico. D'altra parte, Aristotele ha attribuito lo stesso peso alla felicità delle donne e a quella degli uomini. Nella sua Retorica commentò che una società non può essere felice, se anche la donna non lo è: in luoghi come Sparta, dove la sorte delle donne è spiacevole, ci può essere solo, nella società, una felicità dimezzata.

## Fortuna di Aristotele
(Averrois Cordubensis, Commentarium magnum in Aristotelis de anima libros, recensuit F. Stuart Crawford, Cambridge (MA), The Mediaeval Academy of America, 1953, Libro terzo, capitolo 14, p. 433.)

Ritratto rinascimentale di Aristotele, dal frontespizio del commentario di Tommaso d'Aquino sulla Fisica (Super Physicam Aristotelis), 1595

La fortuna di Aristotele in Occidente è stata ed è immensa; in termini assoluti solo quella di Platone può in qualche modo esserle accostata. L'influenza di Aristotele rimase inalterata nel mondo antico dove si alternarono, grazie ai suoi seguaci, i due aspetti, naturalistico e speculativo, della filosofia dello Stagirita. Durante il Medioevo la tradizione aristotelica fu mantenuta viva dagli arabi, che grazie ai loro interessi per le scienze naturali produssero numerosi commenti e traduzioni del filosofo greco. I nomi più importanti di questo periodo furono Avicenna e Averroè in ambito islamico, e Mosè Maimonide in ambito ebraico. Il solo sabeo Abū Bishr Mattā b. Yūnus, ad esempio, tradusse gli Analitici secondi, la Poetica, il De caelo, gli Elenchi sofistici, il De generazione et corruptione e i Meteorologica. L'aristotelismo di questi interpreti risultava tuttavia particolarmente influenzato da elementi del neoplatonismo, corrente filosofica parallela con cui spesso si mescolò generando un sincretismo di culture. 
Fu lo Stagirita a fondare e ordinare le diverse forme di conoscenza, creando i presupposti e i paradigmi dei linguaggi specialistici che vengono usati ancora oggi in campo scientifico. Mirando a creare un sistema globale del pensiero, furono di importanza basilare le sue formulazioni sulla fisica e sulla metafisica, sulla teologia, sull'ontologia, sulla matematica, sulla poetica, sul teatro, sull'arte, sulla musica, sulla logica, sulla retorica, sulla politica e sui governi, sull'etica, sulla grammatica, sull'oratoria e sulla dialettica, sulla linguistica, sulla biologia e sulla zoologia.
Come pochi altri filosofi, Aristotele ha avuto larga influenza su diversi pensatori delle epoche successive, che ammirarono il suo genio e analizzarono profondamente i suoi concetti: auctoritas metafisica nella Scolastica di Tommaso d'Aquino, oltre che nella tradizione islamica ed ebraica del Medioevo, il pensiero di Aristotele venne spesso ripreso nel Rinascimento. Anche Dante Alighieri lo ricorda nella Divina Commedia:
Hegel provò un'ammirazione smisurata per Aristotele, vedendovi un precursore dell'idealismo e un modello insuperato ma purtroppo non colto nella sua autentica portata speculativa.
Giungendo a influenzare gli studi di molti grandi filosofi del Novecento, gli elementi dell'aristotelismo sono oggetto di studio attivo ancora oggi, continuando a improntare di sé diversi aspetti della teologia cristiana. La filosofia del secondo Novecento ha inoltre sottolineato, con autori come Gertrude Elizabeth Margaret Anscombe, Alasdair MacIntyre o Philippa Ruth Foot, l'importanza per il dibattito odierno dell'impostazione etica di Aristotele, soprattutto per gli sviluppi che le furono dati da Tommaso d'Aquino.

### Traduzioni italiane
- Trattato dei governi, a cura di Bernardo Segni, Milano: Sonzogno, 1905.
- La retorica, a cura di Annibale Caro, Milano: Rusconi, 1826.
- Opere, a cura di G. Giannantoni, 4 voll., Bari: Laterza, 1973.
- La Metafisica, a cura di R. Bonghi, Milano: F.lli Bocca, 1942.
- La Metafisica, a cura di G. Reale, Milano: Rusconi, 1978².
- Metafisica, a cura di C. A. Viano, Torino: UTET 2005 ISBN 88-02-07171-3.
- Metafisica, a cura di Enrico Berti, Bari: Laterza, 2017.
- Fisica, a cura di R. Radice, Milano: Bompiani, 2011.
- Le categorie, a cura di M. Zanatta, Milano: BUR Rizzoli, 1989.
- De interpretatione, a cura di A. Zadro, Napoli: Loffredo, 1999.
- Analitici primi, a cura di M. Mignucci, Napoli: Loffredo, 1969.
- Analitici secondi, Organon IV. A cura di M. Mignucci, Bari: Laterza, 2007.
- Topici, a cura di A. Zadro, Loffredo, Napoli 1974.
- Le confutazioni sofistiche, Organon VI. A cura di P. Fait, Bari: Laterza, 2007.
- L'anima, introduzione, traduzione, note e apparati di Giancarlo Movia, testo greco a fronte, Milano: Rusconi, 1998².
- Etica Nicomachea, a cura di C. Mazzarelli, Milano: Rusconi, 1979.
- La poetica, a cura di C. Gavallotti, Milano: Valla-Mondadori, 1974.
- Retorica, a cura di Marco Dorati, Milano: Mondadori, 1996.
- La politica, a cura di C. Viano, Torino; UTET, 1966.
- Opere biologiche, a cura di M. Vegetti e D. Lanza, Torino: UTET, 1972.
- Trattato sul cosmo per Alessandro, a cura di G. Reale, Napoli: Loffredo, 1974 (l'attribuzione di quest'opera ad Aristotele è dubbia).
- Organon. Le Categorie - De Interpretatione - Analitici primi - Analitici secondi - Topici - Confutazioni sofistiche ("Le Categorie" a cura di Marina Bernardini; "De Interpretatione" a cura di Lucia Palpacelli; "Analitici primi" a cura di Milena Bontempi; "Analitici secondi" a cura di Roberto Medda; "Topici" e "Confutazioni sofistiche" a cura di Arianna Fermani), Coordinamento generale di Maurizio Migliori, Testo greco a fronte, Collana Il pensiero occidentale, Milano, Bompiani, 2016, ISBN 978-88-452-8164-8.
- Scritti politici. Costituzioni, Costituzione degli Ateniesi, Politica, Economia, Lettera ad Alessandro sul Regno, Frammenti dei dialoghi politici, a cura di Federico Leonardi, Soveria Mannelli, Rubbettino, 2021, ISBN 9788849849547

### Traduzioni latine

Meteorologica, 1560

- Aristotele, Meteorologica, Venezia, Al segno della Fontana, 1560.
- Aristotele, De plantis, Venezia, Al segno della Fontana, 1560.
- Aristotele, Historia animalium, Venezia, Al segno della Fontana, 1560.
- Aristotele, De partibus animalium, Venezia, Al segno della Fontana, 1560.
- Aristotele, De animalium incessu, Venezia, Al segno della Fontana, 1560.

### Letteratura critica
- Enrico Berti, La filosofia del primo Aristotele, Cedam, Padova, 1962
- Enrico Berti, Aristotele. Dalla dialettica alla filosofia prima, Cedam, Padova 1977. ISBN 88-452-3272-7
- Enrico Berti, Guida ad Aristotele, Laterza, Roma-Bari 1997
- Enrico Berti, Profilo di Aristotele, Roma, Edizioni Studium, 2012  [1979], ISBN 978-88-382-4202-1.
- Guido Calogero, I fondamenti della logica aristotelica [1927], La Nuova Italia, Firenze 1968
- Giuseppe Cambiano e Luciana Repici (a cura di), Aristotele e la conoscenza, LED Edizioni Universitarie, Milano, 1993. ISBN 88-7916-035-4
- Ingemar Düring, Aristotle in the Ancient Biographical Tradition, Göteborg, 1957
- Ingemar Düring, Aristotele, trad. it., Mursia, Milano 1976
- Michael Frede, Günther Patzig, Il libro Z della Metafisica di Aristotele, Vita e Pensiero, Milano, 2001. ISBN 978-88-343-0738-0
- George Grote, Aristotele, edito da A. Bain e G. Croom Robertsan, Londra 1872
- Terence Irwin, I principi primi di Aristotele, Vita e Pensiero, Milano 1996
- Margherita Isnardi Parente, Studi sull'accademia platonica antica, Olschki, Firenze, 1979. ISBN 88-222-2848-0
- Werner Jaeger, Aristotele, Sansoni, Firenze, 1935
- Alberto Jori, Aristotele, Mondadori, Milano, 2003. ISBN 88-424-9737-1
- Jonathan Lear, Aristotle: the desire to understand, Cambridge University Press, 1988
- Walter Leszl, Il «De Ideis» di Aristotele e la teoria platonica delle idee, Olschki, Firenze, 1975. ISBN 88-222-2204-0
- Marina Maruzzi, La Politica di Aristotele e il problema della schiavitù nel mondo antico, Torino, Paravia, 1988
- Roberto Radice (a cura di), La "Metafisica" di Aristotele nel XX secolo: bibliografia ragionata e sistematica, Milano, Vita e Pensiero, 1997
- Giovanni Reale e Adriano Bausola (a cura di), Aristotele. Perché la metafisica, Milano, Vita e Pensiero, 1994.
- Giovanni Reale,  Il concetto di "filosofia prima" e l'unità della Metafisica di Aristotele., Vita e Pensiero, Milano 1994 ISBN 88-343-0554-X
- Giovanni Reale, Guida alla lettura della «Metafisica» di Aristotele, Laterza, Roma-Bari, 2007. ISBN 88-8420-524-7
- Giovanni Reale, Introduzione a Aristotele, 16ª ed., Roma-Bari, Editori Laterza, 2008  [1974], ISBN 978-88-420-0696-1.
- William David Ross, Aristotele, Milano: Feltrinelli, 1982